# Alheta
Alheta é em náutica a zona do costado de uma embarcação entre a popa e o través, de forma geralmente arredondada, são as partes laterais de trás do casco.